# Apatihowella caligo
Apatihowella caligo är en kräftdjursart som beskrevs av Jellinek och Swanson 2003. Apatihowella caligo ingår i släktet Apatihowella och familjen Trachyleberididae. Inga underarter finns listade i Catalogue of Life.